# Pot čez Kozjak
Planinska pot čez Kozjak: Maribor-Dravograd je 100 km dolga vezna obhodnica, ki poteka med Mariborom in Dravogradom čez kozjaško sredogorje.

## Ustanovitev
Planinska pot čez Kozjak: Maribor-Dravograd je ustanovilo Planinsko društvo Maribor Matica z namenom, da pohodniki na poti spoznajo lepote Dravskega obmejnega pogorja. 
Otvoritev poti je bila ob 50.obletnici mariborske podružnice Slovenskega planinskega društva 25. maja 1969.

## Osnovni podatki
Pot čez Dravsko obmejno pogorje poteka po pogorju Kozjaka in Košenjaka, slednji predstavlja začetek avstrijske Golice. 

### Skrbnik poti
Planinsko društvo Maribor Matica je skrbnik poti. 

### Dolžina in okvirni čas
Planinska pot čez Kozjak: Maribor-Dravograd je vezna obhodnica, po zahtevnosti uvrščena med lažje poti, dolžine 100 km (seznam obhodnic navaja 106 km). Hoja ni časovno omejena, okvirno pa traja 5 dni oziroma 34 ur hoje. 

### Markacije
Planinska pot čez Kozjak: Maribor-Dravograd je markirana s Knafelčevimi markacijami, ki imajo na zgornji strani dodano pokončno belo črto. Na razpotjih so narisane puščice, na važnejših razporjih pa so nameščene smerne table. 

### Potek poti
Potek poti in kontrolne točke: Maribor–Sv. Urban, Gaj nad Mariborom–Planinski dom Kozjak na Tojzlovem vrhu, Koča na Žavcarjevem vrhu, Sv. Duh na Ostrem vrhu, Gradišče na Kozjaku-Zgornja Kapla-Sršenov vrh, Zgornja Kapla-Pongrac (cerkev sv. Pankracija na Radelci)-Remšnik, Kapunar-Radeljski potok, Sv. Jernej nad Muto-šola Branik v Bistriškem jarku, Pernice-Košenjak, Vrh Košenjaka-Planinski dom Košenjak-kmetija Očko na Goriškem vrhu-Dravograd.

### Dnevnik in opis poti
Planinsko društvo Maribor Matica, ki je skrbnik poti, je izdalo dnevnik "Poti čez Kozjak" in podrobni opis poti čez Kozjak (leto izdaje 1999). 

### Spominski znak
Za spominski znak, oblike pravokotnika z vrisanim lipovim listom s cvetom in napisom "čez Kozjak", mora pohodnik predložiti dnevnik z zbranimi vsemi žigi iz vseh 17 obveznih postojank. 

## Odseki
- Maribor–Sv. Urban, 2 uri 30 minut
- Sv. Urban–Gaj nad Mariborom–Planinski dom Kozjak na Tojzlovem vrhu, 1 ura 30 minut
- Planinski dom Kozjak na Tojzlovem vrhu–Koča na Žavcarjevem vrhu, 2 uri
- Koča na Žavcarjevem vrhu-Sv. Duh na Ostrem vrhu, 2 uri
- Sv. Duh na Ostrem vrhu-Gradišče na Kozjaku-Zgornja Kapla-Sršenov vrh, 4 ure
- Sršenov vrh-Zgornja Kapla-Pongrac (cerkev sv. Pankracija na Radelci)-Remšnik, 4 ure 30 minut
- Remšnik-Kapunar-Radeljski potok, 3 ure
- Radeljski potok-Sv. Primož nad Muto, 2 uri
- Sv. Primož nad Muto-Sv. Jernej nad Muto-šola Branik v Bistriškem jarku, 2 uri 30 minut
- Šola v Bistriškem jarku-Pernice-Košenjak, 5 ur
- Vrh Košenjaka-Planinski dom Košenjak-kmetija Očko na Goriškem vrhu-Dravograd, 3 ure 30 minut